# Frank Gotthardt (Politiker)

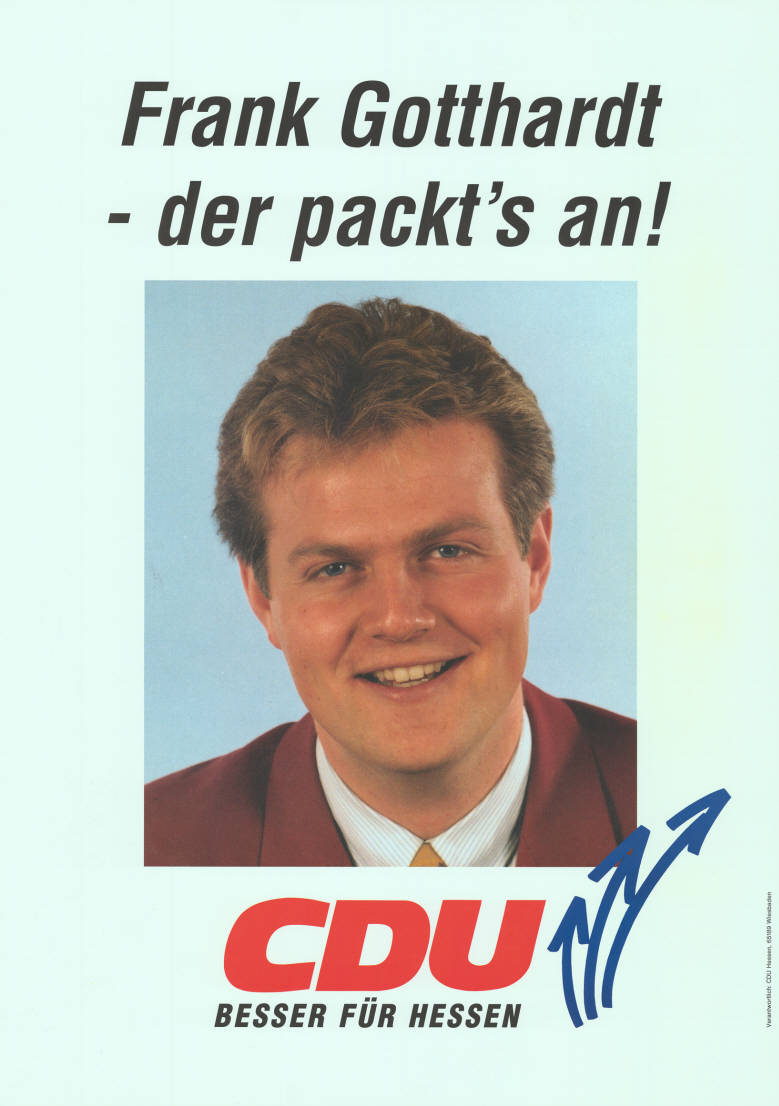
Frank Gotthardt auf einem Wahlplakat zur Landtagswahl 1995

Frank Gotthardt (* 15. November 1970 in Marburg) ist ein deutscher Politiker (CDU). Er war hessischer Staatssekretär und ist ein ehemaliger Abgeordneter des hessischen Landtags. Frank Gotthardt ist seit 2009 bei der Merck KGaA in unterschiedlichen globalen und inhaltlichen Funktionen tätig. Seit 2017 ist er Leiter der Abteilung Corporate and Government Relations Europe.

## Ausbildung und Beruf
Nach seinem Abitur im Jahr 1989 und dem Wehrdienst beim Sanitätsbataillon 2 in Marburg von 1989 bis 1990 studierte er von 1990 bis 1994 Betriebswirtschaftslehre an der Philipps-Universität Marburg. 1992/93 verbrachte er ein Auslandssemester an der Université Pierre-Mendès-France in Grenoble. Um die Jahrtausendwende absolvierte er ein Trainee-Programm bei der SGZ-Bank in Frankfurt am Main.
Frank Gotthardt ist evangelisch und verheiratet.

## Politik
Mit seinem Eintritt in die Junge Union im Jahre 1989 und die CDU im Jahr 1991 begann das politische Engagement von Frank Gotthardt. Von 1999 bis 2003 war Frank Gotthardt Landesvorsitzender der Jungen Union Hessen. Im Jahre 2001 wurde er zum stellvertretenden Vorsitzenden der Mittelstandsvereinigung Marburg-Biedenkopf gewählt, im selben Jahr rückte er in den Landesvorstand der MIT auf. Seit dem Jahr 2005 sitzt er als Beisitzer im Bundesvorstand der Mittelstands- und Wirtschaftsvereinigung (MIT).
Frank Gotthardt war von 1993 bis 2003 in Kirchhain Mitglied der Stadtverordnetenversammlung und war dort ab 1995 Vorsitzenden der CDU-Fraktion. Ab dem Jahr 1997 ist Frank Gotthardt Mitglied des Kreistags in Marburg-Biedenkopf. 2002 wurde er zum Vorsitzenden des CDU-Kreisverbandes Marburg-Biedenkopf und in den Landesvorstand der CDU Hessen gewählt.
Mit nur 24 Jahren zog er bei der Landtagswahl in Hessen am 5. April 1995 als jüngster direkt gewählter Abgeordneter in den Hessischen Landtag (Wahlkreis 13 – Marburg-Biedenkopf II) ein. Zwischen 1999 und 2001 wirkte er als umweltpolitischer Sprecher der CDU-Landtagsfraktion, von 2001 bis 2003 war er Staatssekretär im Umweltministerium. Nach der Landtagswahl 2003 wurde er zum Parlamentarischen Geschäftsführer der Fraktion im Hessischen Landtag gewählt. Im Parlament war er Mitglied im Hauptausschuss und der Parlamentarischen Kontrollkommission nach § 20 des Gesetzes über das Landesamt für Verfassungsschutz (PKV).
Frank Gotthardt war 2004 Mitglied der 12. Bundesversammlung.
Bei der Landtagswahl in Hessen 2008 konnte Frank Gotthardt über die Landesliste in den 17. Hessischen Landtag einziehen. Bei der vorgezogenen Landtagswahl in Hessen 2009 unterlag Frank Gotthardt mit knapp zwei Prozentpunkten seinem Gegner Thomas Spies (SPD) im Wahlkreis Marburg-Biedenkopf II. Da die CDU in Hessen 46 Direktmandate erhalten hatte, ihr aber nach dem Zweitstimmenergebnis nur 41 Mandate zustanden wurde kein einziger Abgeordneter von der Landesliste gewählt. Frank Gotthardt konnte daher trotz seines scheinbar sicheren 21. Listenplatzes nicht in den 18. Hessischen Landtag einziehen.

## Sonstige Ämter
Frank Gotthardt ist stellvertretender Vorsitzender des Vereins TERRA TECH Förderprojekte e. V., einem gemeinnützigen Verein für Projekte im Rahmen der Entwicklungszusammenarbeit.